# Кабраметса
Ка́браметса (ест. Kabrametsa küla) — село в Естонії, у волості Рідала повіту Ляенемаа.

## Населення
Чисельність населення на 31 грудня 2011 року становила 28 осіб.

## Географія
На захід від села тече струмок Винну (Võnnu oja).